# Didier Dheedene
Didier Dheedene (* 22. Januar 1972 in Antwerpen) ist ein ehemaliger belgischer Fußballspieler auf der Position eines Abwehrspielers.

## Karriere
Der Außenverteidiger begann seine Karriere bei den Klubs Olimpia Wilrijk und Beerschot VAV. Über Germinal Ekeren kam Dheedene 1997 zu RSC Anderlecht, wo er zum Nationalspieler wurde. Von 2001 bis 2002 spielte er beim TSV 1860 München in Deutschland. Zur Saison 2002/03 ging der modebewusste Belgier zum FK Austria Wien in die österreichischen Bundesliga. Von 2009 bis 2010 spielte er beim belgischen Drittligisten Cappellen FC, bei dem er daraufhin auch seine Karriere als Aktiver beendete.
Dheedene spielte zwölfmal im belgischen Nationalteam. Er debütierte am 28. Februar 2001 im Spiel gegen San Marino. Sein letztes Spiel bestritt er am 4. September 2004 gegen Litauen.

## Erfolge
- 2× Österreichischer Meister mit dem FK Austria Wien: 2003 und 2006
- 3× Österreichischer Pokalsieger mit dem FK Austria Wien: 2003, 2005 und 2006
- 2× Österreichischer Supercupsieger mit dem FK Austria Wien: 2003 und 2004
- 2× Belgischer Meister mit dem RSC Anderlecht: 2000 und 2001
- 2× Belgischer Supercupsieger mit dem RSC Anderlecht: 2000 und 2001